# Saune
Saune – gaun wikas samiti we wschodniej części Nepalu w strefie Sagarmatha w dystrykcie Udayapur. Według nepalskiego spisu powszechnego z 2001 roku liczył on 364 gospodarstw domowych i 2355 mieszkańców (1188 kobiet i 1167 mężczyzn).